# Club Deportivo Logroñés
El Club Deportivo Logroñés fue un club de fútbol español situado en Logroño, La Rioja. Fue fundado en 1940 como sucesor del anterior equipo de la ciudad, el C. D. Logroño, y disputaba sus partidos como local en el Estadio Las Gaunas.
Es el único equipo riojano que ha jugado en la Primera División de España, en la que permaneció nueve temporadas. Debutó en la edición 1987-88 y se mantuvo durante ocho años consecutivos hasta su descenso en 1994-95, para después regresar fugazmente en 1996-97. La mejor clasificación a lo largo de su historia fue un séptimo lugar en la temporada 1989-90.
La entidad desapareció en agosto de 2009 por quiebra debido a las deudas que había acumulado durante sus años en la Liga de Fútbol Profesional.

## Historia
El Club Deportivo Logroñés fue fundado el 30 de mayo de 1940 mediante la unión de varios equipos de Logroño que habían surgido tras la guerra civil. Está considerado el sucesor del Club Deportivo Logroño (1922-1935), del cual heredó tanto sus símbolos sociales como el estadio Las Gaunas. Después de formalizar su inscripción en la Federación Guipuzcoana de Fútbol, pudo participar en el Campeonato de Tercera División 1940-41 y de ahí pasó a las divisiones regionales hasta la restauración de la categoría de bronce en la temporada 1943-44.
El cuadro blanquirrojo debutó en Segunda División en la edición 1950-51 y estuvo cerca de subir a la máxima categoría en 1951-52, con un segundo puesto en la liga regular y la posterior eliminación en la fase de ascenso. A pesar de estas buenas actuaciones, el club terminó bajando a Tercera en 1957 y atravesó problemas económicos que no quedaron resueltos hasta los años 1960. Posteriormente volvió a categoría de plata en 1966-67 y durante tres temporadas consecutivas desde 1970 hasta 1973, sin llegar a asentarse en el sistema profesional de la época.

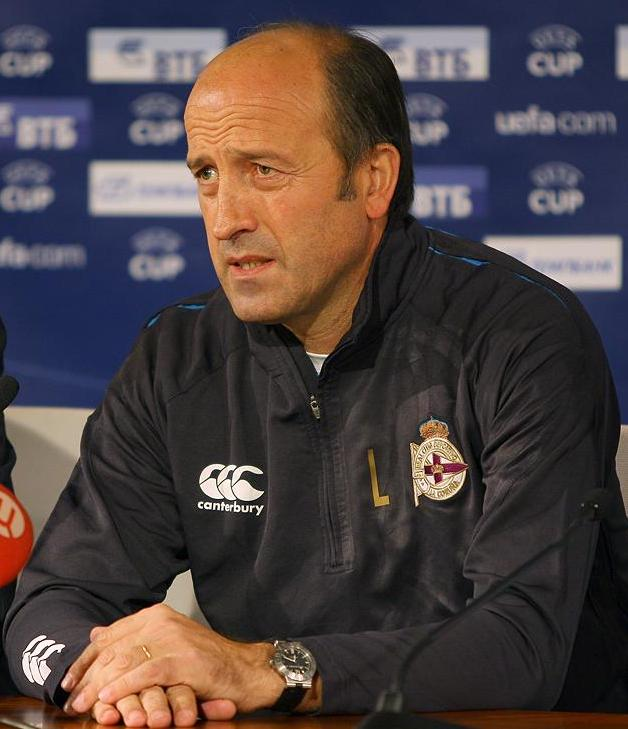
Miguel Ángel Lotina, jugador del Logroñés entre 1978-1981 y 1983-1988; y entrenador del club en 1992-1993 y 1996-1997.

Después de varios años en categorías inferiores, en 1978-79 pudo ascender a la nueva Segunda División B y permaneció allí seis campañas. En 1983 se produjo la llegada a la presidencia de Joaquín Negueruela, bajo cuyo mandato de seis años se produjeron dos ascensos consecutivos y el debut del Logroñés en Primera División. En el año 1983-84, bajo las órdenes de Delfín Álvarez, los riojanos lograron subir a Segunda División como subcampeones y se quedaron cerca de la Copa de la Liga de 1983, siendo eliminados en semifinales ante el Sporting Atlético. En aquel equipo figuraban dos jugadores que luego desarrollarían una prolífica carrera como entrenadores: José Luis Mendilibar y Miguel Ángel Lotina. Y después de dos temporadas de consolidación, en 1986-87 el conjunto entrenado por Txutxi Aranguren se ganó el ascenso a la máxima categoría en tercera posición.

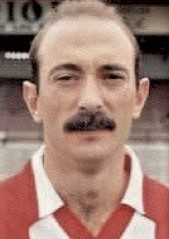
Tato Abadía, jugador del club en diversas etapas entre 1985 y 1997.

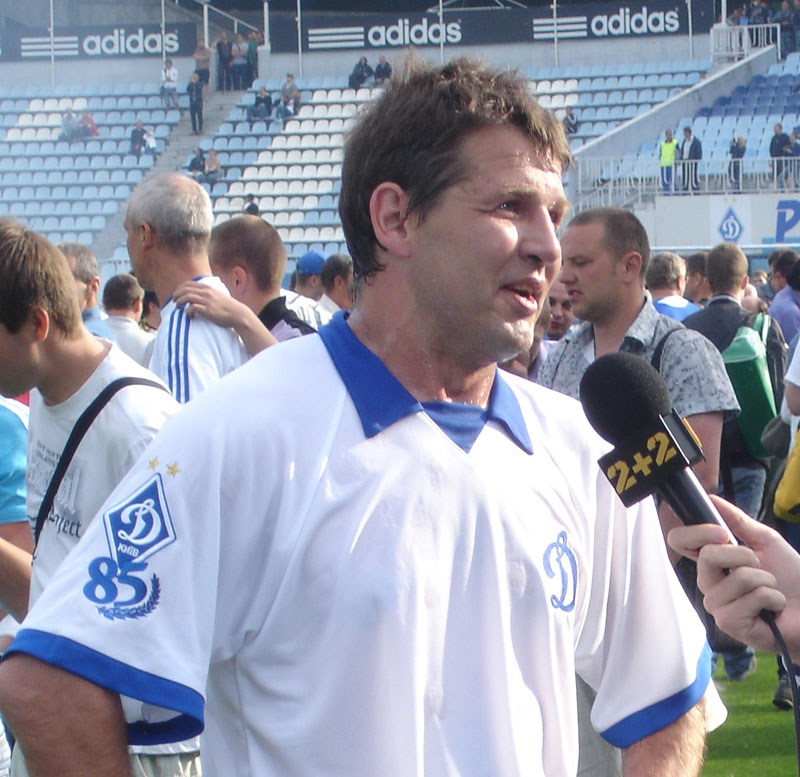
Oleg Salenko, jugador del club entre 1992 y 1994.

En 1988 se nombró presidente al empresario vitivinícola Marcos Eguizábal, responsable de la conversión del Logroñés en una sociedad anónima deportiva en 1992. Su etapa coincidió con la mejor época de los rojiblancos a nivel deportivo; en la temporada 1989-90 finalizaron séptimos y estuvieron cerca de clasificarse para la Copa de la UEFA, pero se quedaron a solo dos puntos de los puestos europeos. El equipo trató de repetir ese papel a comienzos de los años 1990 y por ello invirtió dinero en fichajes como Anton Polster, Quique Setién, Agustín Abadía, Oscar Ruggeri, Antonio Poyatos y Oleg Salenko entre otros. A pesar de estos esfuerzos, terminó luchando por la permanencia y en el año 1994-95 descendió como colista con trece puntos. No obstante, recuperó la máxima categoría al año siguiente como subcampeón bajo las órdenes de Juande Ramos y el destacado papel del delantero Manel Martínez. Eguizábal vendió el equipo días antes del ascenso a un consorcio de empresarios riojanos.
La temporada 1996-97 fue la última del Logroñés en la élite del fútbol español. El equipo hizo una notable inversión económica para mantenerse, con Rubén Sosa como fichaje más destacado, pero los resultados no le acompañaron y volvió a descender en último lugar, sin que Lotina ni Carlos Aimar pudieran remontar la situación desde el banquillo. En su regreso a la Segunda División, la situación económica y deportiva de la entidad empeoró visiblemente por los gastos que se habían afrontado en cursos anteriores. Al final de la temporada 1999-2000 el conjunto blanquirrojo encadenó dos descensos en el mismo año: uno a Segunda B por su desempeño deportivo y otro a Tercera División por impagos.
El Logroñés se proclamó campeón del grupo riojano de Tercera y regresó a Segunda B en la temporada 2001-02, pero la directiva no supo resolver las deudas que había contraído con Hacienda y la Seguridad Social. Se produjeron sendos descensos administrativos a Tercera en 2004 y en 2008, este último con una deuda superior a los 400.000 euros. Y a pesar de que en la temporada 2008-09 se inscribió en Tercera División, terminó siendo expulsado del torneo por incomparecencias de la plantilla ante los reiterados impagos. Después de meses de incertidumbre, el 7 de agosto de 2009 la Federación Riojana de Fútbol no aceptó la inscripción del Logroñés en Regional Preferente y se confirmó su desaparición.

### Legado
La desaparición del Logroñés en 2009 propició que varios equipos de la capital riojana intentaran reemplazarle. Por un lado, el empresario Félix Revuelta compró la plaza del C. D. Varea para crear una nueva entidad, la Unión Deportiva Logroñés, bajo una estructura profesional. Por otro lado, varios aficionados del antiguo Logroñés crearon un nuevo club, la Sociedad Deportiva Logroñés, bajo un esquema de accionariado popular. La Sociedad Deportiva es además propietaria de los derechos de imagen sobre el nombre y el escudo del extinto equipo.

## Símbolos

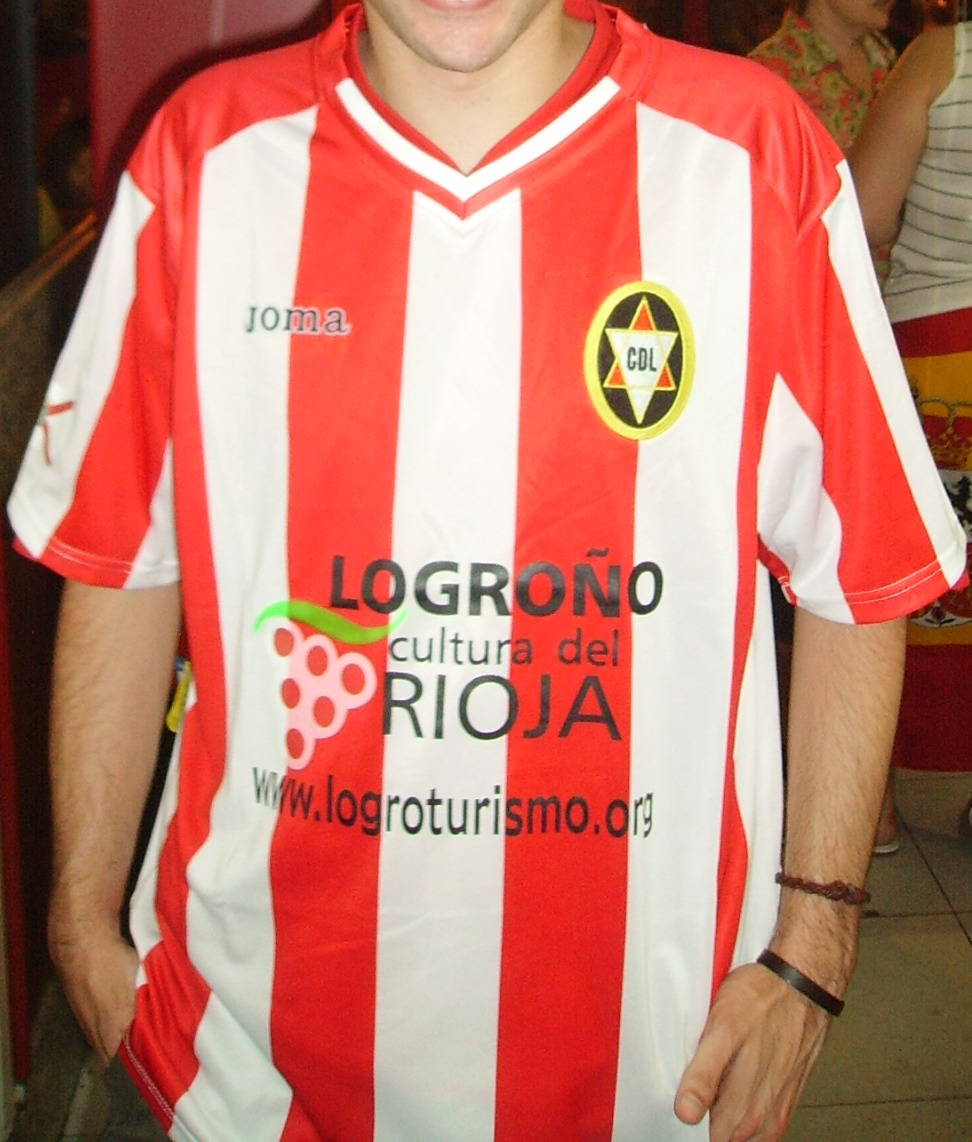
Camiseta del Club Deportivo Logroñés en la temporada 2007-08.

### Escudo
El Club Deportivo Logroñés heredó el escudo de su antecesor, el Club Deportivo Logroño. Consiste en un círculo negro con una estrella de seis puntas, de colores rojos y blancos, en cuya parte central figuran las iniciales «CDL» en mayúsculas.
El símbolo del escudo es muy similar a la estrella de David, por lo que existen dos teorías sobre su origen. La primera atribuye su diseño a Simeón Tejada, un industrial cafetero de origen judío que formaba parte de la directiva, mientras que la segunda apunta a Saturnino Íñiguez, presidente de la entidad en 1924, quien estaba relacionado con la masonería y tomó como distintivo el sello de Salomón.

### Himno
El himno del Logroñés fue compuesto por José «Pepe» Eizaga Otañes, con música de Lorenzo Blasco.

¡Aúpa, aúpa el Logroñés, chuta, que chuta, que chuta!

¡Aúpa, aúpa el Logroñés, aúpa, querer es poder!
Estribillo del himno del Club Deportivo Logroñés.

## Indumentaria
El Logroñés vestía una equipación roja y blanca a rayas verticales, pantalón negro y medias negras.
La entidad heredó sus colores de los anteriores clubes de Logroño; uno de sus antecesores, la Agrupación Deportiva Logroñesa, utilizó en 1912 una equipación inspirada en la que vestía el Athletic Club, equipo cercano a La Rioja y uno de los pioneros del fútbol español. Posteriormente fue adoptada por el Club Deportivo Logroño, de modo que el nuevo Logroñés mantuvo la tradición en 1940.

## Estadio

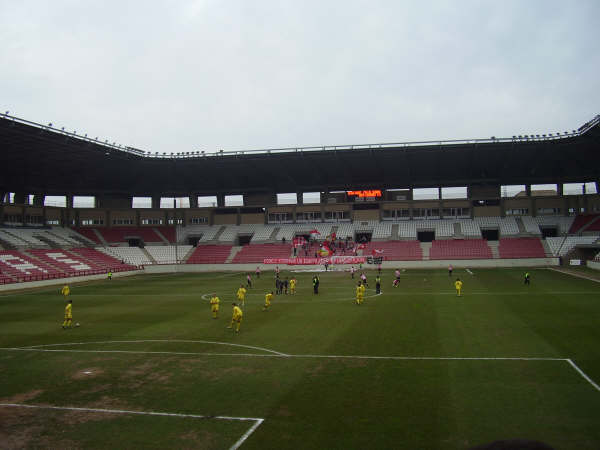
Interior del estadio Las Gaunas (2007).

El equipo disputaba sus partidos como local en el Estadio Las Gaunas, con aforo para 16.000 espectadores y césped natural, cuyo propietario es el ayuntamiento de Logroño. Actualmente es utilizado por la Unión Deportiva Logroñés y por la Sociedad Deportiva Logroñés.
Los orígenes del recinto se remontan al antiguo campo municipal Las Gaunas, abierto el 15 de junio de 1924 con un amistoso entre el C. D. Logroño y el Vie au Grand Air. En 1998 comenzaron las obras de un nuevo estadio enfrente del antiguo, bajo diseño del arquitecto Antonio Lamela. El nuevo Las Gaunas fue inaugurado el 28 de febrero de 2002, mientras que el antiguo fue derruido ese mismo verano.
El barrio de Las Gaunas está situado al sur de la ciudad y concentra otras instalaciones deportivas de Logroño, como el pabellón municipal y el Palacio de los Deportes de La Rioja.

### Historial de estadios
- 1940-2002: campo municipal Las Gaunas
- 2002-2009: estadio Las Gaunas

## Datos del club
- Temporadas en Primera División: 9
  - Mejor puesto en la Liga: 7.º en la temporada 1989-90
  - Peor puesto en la Liga: 22.º en la temporada 1996-97
- Temporadas en Segunda División: 18
- Temporadas en Segunda División B: 11
- Temporadas en Tercera División: 29
- Puesto histórico del Logroñés: 36.º

## Estadísticas
| Máximos goleadores | Máximos goleadores      | Máximos goleadores | Más partidos disputados | Más partidos disputados | Más partidos disputados |
| ------------------ | ----------------------- | ------------------ | ----------------------- | ----------------------- | ----------------------- |
| 1.                 | Miguel Ángel Lotina     | 86 goles           | 1.                      | Ignacio Martín Solanas  | 289 partidos            |
| 2.                 | Manel Martínez          | 77 goles           | 2.                      | Jesús García «Pita»     | 244 partidos            |
| 3.                 | Luis María Muñoz        | 41 goles           | 3.                      | Agustín Abadía          | 230 partidos            |
| 4.                 | Miguel Ángel Iriarte    | 37 goles           | 4.                      | Miguel Ángel Lotina     | 226 partidos            |
| 5.                 | Víctor Arguiñano        | 33 goles           | 5.                      | Juan Carlos Herrero     | 212 partidos            |
| 6.                 | Víctor Manuel Morales   | 33 goles           | 6.                      | Fernando Marín Abizanda | 207 partidos            |
| 7.                 | Saturnino «Satur» Mateo | 30 goles           | 7.                      | Javier Eraso Aguirre    | 204 partidos            |
| 8.                 | Rafael Rincón Rus       | 28 goles           | 8.                      | Francisco Javier Sanz   | 203 partidos            |
| 9.                 | Fermín Rodríguez        | 26 goles           | 9.                      | Miguel Ángel Iriarte    | 193 partidos            |
| 10.                | Oleg Salenko            | 23 goles           | 10.                     | Vicente Uriz            | 187 partidos            |

Fuente: BDFútbol .
De todos los jugadores que han pasado por el Logroñés, solo Julen Lopetegui fue internacional con la selección de España mientras defendía la camiseta blanquirroja.

## Entrenadores
| Periodo   | Entrenador (1940-1957)      |
| --------- | --------------------------- |
| 1940-1941 | Manuel Recarte              |
| 1941-1943 | Luis Rodríguez "Luisín"     |
| 1943-1944 | Gaspar Gurruchaga           |
| 1944-1945 | Santín González             |
| 1945-1946 | Tomás Rodríguez "Tomaselli" |
| 1946-1946 | Guillermo Juliac "Chan"     |
| 1946-1947 | Arcadio Arteaga             |
| 1947-1948 | Guillermo Juliac "Chan"     |
| 1948-1948 | Tomás Rodríguez "Tomaselli" |
| 1948-1949 | Jesús Eizaguirre            |
| 1948-1949 | Guillermo Gorostiza         |
| 1948-1949 | Omist                       |
| 1949-1951 | Higinio Ortúzar             |
| 1951-1952 | Gabriel Andonegui           |
| 1952-1953 | Amadeo Navarra              |
| 1952-1953 | Gabriel Andonegui           |
| 1953-1954 | Peteira                     |
| 1953-1954 | Luis Rodríguez "Luisín"     |
| 1954-1955 | Higinio Ortúzar             |
| 1955-1956 | Luis Rodríguez "Luisín"     |
| 1955-1956 | Fernando Llorente Sánz      |
| 1955-1956 | Gabriel Andonegui           |
| 1956-1957 | Luis Aranaz                 |
| 1956-1957 | Luis Rodríguez              |
| 1956-1957 | Vicente Agraz               |

| Periodo   | Entrenador (1957-1973) |
| --------- | ---------------------- |
| 1957-1959 | Isidoro Lasala         |
| 1959-1960 | José María Embil Arana |
| 1959-1960 | Román Galarraga        |
| 1960-1961 | Antonio Ibáñez         |
| 1960-1961 | Isidoro Lasala         |
| 1960-1961 | Norberto Eguren        |
| 1961-1962 | Marciano García Arroyo |
| 1962-1963 | Enrique Bescos         |
| 1963-1964 | Jaime Porres           |
| 1963-1964 | Pedro Torres           |
| 1964-1965 | Víctor Arguiñano       |
| 1964-1965 | Higinio Ortúzar        |
| 1965-1966 | Manuel de Nicolás      |
| 1966-1967 | Antoni Ramallets       |
| 1966-1967 | Martín Francisco       |
| 1966-1967 | Desiderio Herrero      |
| 1967-1968 | Enrique Martín Landa   |
| 1967-1968 | Manuel Echazarreta     |
| 1967-1968 | Marciano García Arroyo |
| 1967-1968 | Amadeo Núñez "Tito"    |
| 1968-1969 | Luis Burgos "Regueiro" |
| 1969-1971 | Román Galarraga        |
| 1971-1972 | León Lasa              |
| 1972-1973 | Carmelo Cedrún         |
| 1972-1973 | León Lasa              |

| Periodo   | Entrenador (1973-1994)    |
| --------- | ------------------------- |
| 1973-1974 | Martín Vences             |
| 1974-1975 | Juan Arriarán             |
| 1975-1976 | Román Galarraga           |
| 1976-1977 | Ernesto Garrastachu       |
| 1976-1977 | Pedro Arnedo              |
| 1976-1977 | Jesús Belaza              |
| 1977-1978 | Luis Aloy                 |
| 1978-1979 | Ernesto Garrastachu       |
| 1979-1980 | Juan Arriarán             |
| 1980-1982 | José Ramón Fuertes        |
| 1982-1983 | Pedro María Uribarri      |
| 1983-1985 | Delfín Álvarez            |
| 1985-1986 | Koldo Aguirre             |
| 1986-1988 | Jesús Aranguren           |
| 1988-1989 | Javier Irureta            |
| 1988-1989 | Carlos Aimar              |
| 1988-1989 | Fernando Ramos "Nano"     |
| 1988-1989 | Miguel Ángel Lotina       |
| 1989-1990 | José Luis Romero          |
| 1990-1993 | David Vidal               |
| 1993-1994 | Miguel Ángel Lotina       |
| 1993-1994 | Carlos Aimar              |
| 1994-1995 | Blagoje Paunović          |
| 1994-1995 | Fabricio González "Fabri" |
| 1994-1995 | José Augusto Pinto        |

| Periodo   | Entrenador (1994-2009) |
| --------- | ---------------------- |
| 1994-1995 | Antonio Ruiz           |
| 1994-1995 | Rubén Galilea          |
| 1995-1996 | Juande Ramos           |
| 1996-1997 | Miguel Ángel Lotina    |
| 1996-1997 | Miguel Líber Arispe    |
| 1996-1997 | Carlos Aimar           |
| 1997-1998 | Víctor Muñoz           |
| 1997-1998 | Nacho Martín           |
| 1998-2000 | Marco Antonio Boronat  |
| 2000-2001 | Rubén Galilea          |
| 2001-2002 | Emilio Remírez         |
| 2001-2002 | Miguel Ángel Cabezón   |
| 2002-2003 | Ico Aguilar            |
| 2002-2003 | Juan Carlos Mandiá     |
| 2002-2003 | Agustín Abadía         |
| 2003-2004 | Juan Antonio Señor     |
| 2003-2004 | Peio Aguirreoa         |
| 2004-2005 | Eduardo Vílchez        |
| 2004-2005 | Janos Beke             |
| 2005-2007 | Juan Carlos Herrero    |
| 2007-2008 | Quique Setién          |
| 2007-2008 | Agustín Abadía         |
| 2008-2009 | Eduardo García León    |

## Presidentes
| Periodo   | Presidente (1940-1954)     |
| --------- | -------------------------- |
| 1940-1941 | Manuel Sáiz Marco          |
| 1941-1942 | Estanislao López Romero    |
| 1942-1944 | Jacinto Garrigosa          |
| 1944-1945 | Luis Navarro Garnica       |
| 1945-1945 | José Luis Rabadán          |
| 1945-1948 | Orencio Martínez Asín      |
| 1948-1952 | Alberto Pastor Ibáñez      |
| 1952-1953 | Víctor Romanos Gonzalo     |
| 1953-1954 | Alfredo Fernández Barinaga |
| 1953-1954 | Luis Ibarra Landete        |

| Periodo   | Presidente (1954-1988)         |
| --------- | ------------------------------ |
| 1954-1956 | Víctor Romanos Gonzalo         |
| 1956-1958 | Mariano Fernández Torija       |
| 1958-1961 | Jesús Fernández de la Pradilla |
| 1961-1964 | Alberto Pastor Ibáñez          |
| 1964-1968 | Félix Andrés Martínez          |
| 1968-1973 | Cesáreo Remón Armas            |
| 1973-1974 | Emilio Ugarte Landa            |
| 1974-1978 | José Luis Lázaro Carasa        |
| 1978-1983 | Cesáreo Remón Armas            |
| 1983-1988 | Joaquín Negueruela Alonso      |

| Periodo   | Presidente (1988-2009)    |
| --------- | ------------------------- |
| 1988-1996 | Marcos Eguizábal Ramírez  |
| 1996-1999 | Emilio Ganuza             |
| 1999-2001 | Julio Jiménez             |
| 1999-2001 | Fernando Villamor         |
| 2001-2003 | Juan Hortelano Peñalver   |
| 2003-2004 | José Luis Martín Berrocal |
| 2003-2004 | José Ángel Zalba          |
| 2004-2008 | Juan Hortelano Peñalver   |
| 2008-2009 | Javier Sánchez            |

## Palmarés

### Torneos nacionales
- Subcampeón de Segunda División (3): 1951-52, 1986-87, 1995-96
- Subcampeón de Segunda División B (1): 1983-84
- Campeón de Tercera División (6): 1943-44, 1958-59, 1965-66, 1969-70, 1977-78, 2000-01
- Subcampeón de Tercera División (6): 1941-42, 1945-46, 1949-50, 1961-62, 1975-76, 2005-06

### Torneos amistosos
- Trofeo Amistad (Éibar): (2) 1983, 1990
- Trofeo Ciudad de Estella: (2) 1992, 1994
- Trofeo Ciudad de Tomelloso: (1) 1979
- Trofeo Joaquín Segura (Tudela): (1) 1979